# Montschetundra
Die Montschetundra (russisch Мончетундра) ist ein 30 km langes Bergmassiv nordwestlich des Imandra-Sees in der Oblast Murmansk in Russland. Die höchste Erhebung bildet der Berg Chipik mit 965 m.
Die Montschetundra liegt vollständig im Lappland-Biosphärenreservat.

Die Berghänge sind mit Tundra-Vegetation bedeckt.
Im Bergmassiv gibt es den gleichnamigen Berg Montschetundra mit 655 m Höhe. An der Nordseite der Bergkette verläuft der Fluss Waikis. Am Fuß der Berge liegen eine Reihe von Seen, die größten sind: Pagel, Krasnaja Lambina, Seidjawr. Im Westen grenzt die Montschetundra an das Bergmassiv Tschunatundra. Im Vorgebirge am See Montscheosero liegt die Stadt Montschegorsk.

## Montschetundra als Typlokalität
Die Montschetundra wird geprägt von Mafischen und ultramafischen Gesteinen mit Kupfer-Nickel-Vererzungen. Diese Lagerstätte nahe Montschegorsk ist als Typlokalität (erster Fundort) für die Minerale Kotulskit, Moncheit und Sopcheit bekannt.
Des Weiteren konnten hier seltene Telluride wie unter anderem Altait und Melonit sowie Edelmetalle wie Gold, Silber, Elektrum und PGE-Minerale wie Braggit, Cooperit, Niggliit, Palladoarsenid, Vysotskit und Zvyagintsevit gefunden werden.